# 空とぶスタジオ CBC若シャチ・レポート
空とぶスタジオ CBC若シャチ・レポート（そらとぶすたじお シービーシーわかしゃち・れぽーと）は、CBCラジオで放送されていたラジオ番組。1969年4月1日放送開始、1974年4月6日放送終了。
放送開始当初は「空とぶスタジオ CBCセスナ・レポート」であったが、翌月から改題した。

## 概要
CBCラジオが導入したセスナ機「若シャチ号」から情報を届ける。

## 放送時間
- 毎週月曜日～土曜日 6:55 - 8:58

## 出演者

### 平日
- 鎌田吉三郎[注釈 1]

### 土曜日
- 小川智
- 小林敏夫
- 伊藤和子

## コーナー
- オープニング
- ニュース
- 天気予報
- こどもの心
- 朝の歳時記
- 今日の案内
- ターミナル・サロン
- ミュージック・エコー